# Zottelstedt
Zottelstedt is een  dorp in de Duitse gemeente Apolda in het landkreis Weimarer Land in Thüringen. Het dorp wordt voor het eerst genoemd in een oorkonde uit het begin van de achtste eeuw betreffende een schenking aan het Klooster te Hersfeld. 
Zottelstedt werd in 1993 toegevoegd aan de gemeente Apolda.